# Apsilochorema cabang
Apsilochorema cabang är en nattsländeart som beskrevs av Weaver och Huisman 1992. Apsilochorema cabang ingår i släktet Apsilochorema och familjen Hydrobiosidae. Inga underarter finns listade i Catalogue of Life.